# زاندوان
شهر زاندوان (به هلندی: Zandhoven) در شهرستان آنتوئر در استان آنتوئر در منطقه فلاندری در کشور بلژیک واقع شده‌است.